# Мужская сборная Эквадора по баскетболу 3×3
Мужская сборная Эквадора по баскетболу 3×3 представляет Эквадор на международных соревнованиях по баскетболу 3×3. Управляющим органом является Федерация баскетбола Эквадора (исп. Federación Ecuatoriana de Basquetbol, FEB).
По состоянию на 16 сентября 2024, мужская сборная Эквадора по баскетболу 3×3 занимает 91-е место в мировом рейтинге ФИБА мужских сборных по баскетболу 3×3.

## Результаты выступлений
| Турнир                           | Золото | Серебро | Бронза | Всего |
| -------------------------------- | ------ | ------- | ------ | ----- |
| Чемпионат Америки (3×3 AmeriCup) | —      | —       | —      | —     |
| Итого                            | —      | —       | —      | —     |

### Чемпионат Америки по баскетболу 3×3 (AmeriCup)
| Год           | Место          | Игры           | Победы         | Поражения      | Состав команды |
| ------------- | -------------- | -------------- | -------------- | -------------- | --- |
| 2021-2022     | не участвовали | не участвовали | не участвовали | не участвовали | не участвовали |
| Сан-Хуан 2023 | 10             | 2              | 0              | 2              | Alexander Efrain Guerra Stomer, Martin Henry Martinez Rivas, Edward Adriann Sanchez Barrera, Kevin Rene Vera Cedillo |